# スペランカー
『スペランカー』 (Spelunker） は、1983年にアメリカ合衆国のマイクロ・グラフィック・イメージから発売されたAtari 8ビット・コンピュータ用横スクロールアクションゲーム。
開発者はティム・マーティン。1980年代前半に北米においてコモドール64にも移植された。
日本では、ブローダーバンド社からライセンスを受けたアイレムが、1985年12月7日にファミリーコンピュータ用ソフトとして発売した。
1986年には同社によりアーケードゲームとして稼働された他、MSXにも移植された。後に続編となるアーケードゲーム『スペランカーII 23の鍵 』（1986年）が稼働された他、ファミリーコンピュータ用ソフト『スペランカーII 勇者への挑戦』（1987年）が発売された。以降開発の主導はアイレムに移り、続編・リメイクがいくつか出されている。2011年までアイレムが、半ば自社の看板キャラクターとして扱っていた。
ファミリーコンピュータ版はバーチャルコンソール対応ソフトとして2007年にWii、2012年にニンテンドー3DS、2013年にWii Uにてそれぞれ配信された他、2009年には携帯電話アプリゲームとしてiアプリ、S!アプリにて配信された。MSX版は2009年にWindows用ソフトとしてプロジェクトEGGにて配信された。また、Atari8ビット版とファミリーコンピュータ版、アーケード版は後にPlayStation 3およびPlayStation Vita用ソフト『スペランカーコレクション』（2013年）に収録された。
現在のスペランカーの権利は、かつてファミコン版『スペランカー』を開発したアイレム社員であり、ティム・マーティン本人とも知己であるスコット津村が後に設立したTozai Gamesが保有しており、『みんなでスペランカー』（2009年）などの続編もそこから配信されている。

## 開発

### 経緯
Atari 2600用のゲームを開発していたGames By Apollo矢が1982年末にアタリショックに巻き込まれて倒産した後、ティム・マーティンを中心とするメンバーが独立してマイクロ・グラフィック・イメージ社を設立した。マーティンらは1983年のCESに自ら出向いてブローダーバンド社やCBSと言った大手パブリッシャーとデベロッパー契約を結び、独立の担保とした。1983年、独立後のゲーム第一弾として満を持して発売したのが元祖『Spelunker』である。
元々マーティンは趣味でニューメキシコ州の鉱山などを探検しており、これが『Spelunker』のヒントとなった。たとえば、主人公がちょっとしたことで死ぬという仕様は、マーティンの実体験を持ち込んだ結果である。
1977年発売の低性能なAtari 2600プラットホームでは『スペランカー』のようなリッチなゲームが開発できなかったため、対応プラットホームをATARI 400やATARI 800などのAtari 8ビット・コンピュータ用として開発されたが、アタリショックの余波はATARI-8bitプラットホームにも影響し、新興の弱小企業であるマイクロ・グラフィック・イメージ社の製品を問屋が扱ってくれないという状況に陥る。マイクロ・グラフィック・イメージ社は資金繰りが悪化したため自社での販売を諦め、デベロッパーとして以前より顔を売っていたブローダーバンド社に全ての権利を委譲し、業務を停止した。
その後ティム・マーティンを初めとするマイクロ・グラフィック・イメージ社のメンバーはブローダーバンド社の下請けとなり、オリジナルのAtari 8ビット・コンピュータ版は若干のリメイクの上で再発売、その後当時のアメリカのトップハードとなったコモドール64版の移植も担当した。
ティム・マーティンが実際に制作に関与しているのはコモドール64版までだが、以降の版にも原作者として「by Tim Martin」の名が冠されている。

### 主な作者に関する評価
原作者のティム・マーティンは2010年現在も本作品に大きな自信を持っており、ブローダーバンド社からの独立後もAmiga用ソフトウェア事業やインターネットプロバイダ事業など数々のスペランキングを成し遂げて来た自身をspelunkerguyと称しており、TwitterやYouTubeでのアカウント名としても用いている。
また、スコット津村はアイレム社員時にファミコン版『スペランカー』やアーケード版『ロードランナー』を担当したことが縁となり、ブローダーバンド社との協業のために渡米、アメリカ国籍を得てTozai Gamesを設立、アイレムとティム・マーティンより権利の委譲を受け『みんなでスペランカー』制作などの「スペランキング」を経験することとなり「ロードランナーとスペランカーによって人生が変わった」と証言している。

## ゲーム内容
ヘルメットをつけた洞窟探検家を操作し、エレベーター・トロッコ・ボートなどを乗り継いで洞窟最下層にある秘宝の山をめざす。
画面は高さや幅が抽象化された岩や崖などの障害物で構成されたサイドビューである。プレイヤーキャラクターに対して障害物が極端に小さく表現されている。
本作はわずかな高さから落下しただけで残機が減るというシビアさで知られ、この探検家はコンピューターゲーム史上最弱の主人公の筆頭に挙がるほど。その貧弱さは多大なインパクトを与え、このことから現代でも怪我をしやすいスポーツ選手は「スペランカー」あるいは「スペ体質」などと呼ばれる。
画面上部にはエネルギーゲージが設定されており、時間経過やブラスターを打つことにより減っていくため、アイテムを取って回復しながら進むことが求められる。他に、ぶつかるとミスになる障害物が多数存在したり、鍵を取得しないと開かない扉もあったりと難解な要素もある。
隠しアイテムとして、特定の場所でジャンプすることで出現する1UP・得点2倍（一定時間）・無敵（一定時間。ただし段差からの落下やエネルギー切れには効果無し）・赤い薬（一定時間スピードとジャンプの飛距離がアップ）と、壁を爆弾で爆破することで現れるダイヤがある。
また、ミラクルと呼ばれるアイテムは、取ると何らかのアイテムが増える。ランダムではなく、内部的にフレーム毎で決まった変化をしている。
敵キャラは探検家を追跡するゴーストと、糞を落とす蝙蝠の2種。それぞれ、エネルギーゲージを消費して放つブラスターと呼ばれる銃の様な武器と、アイテムの取得で使用可能になるフラッシュで退治できる。
ELEVATOR（エレベーター面）、ROPES（ロープ面）、FALLS(滝面）、PYRAMID（ピラミッド面）、TRESURE（財宝面）の5面構成である。各面のオープニングで「NOW ENTERING THE ROPES」などと表示され、得点の加算と1アップのボーナスがある。
ファミコン版（NES版）・MSX版では秘宝の山にたどり着くと開始地点まで戻り難易度が上がる。以降はこれを繰り返す。

## 他機種版
これまでに6つのバージョンが確認されている。なお、日本で2013年1月17日にリリースされたPS3用ダウンロード専売ソフト『スペランカーコレクション』にはAtari版とファミコン版・アーケード版が収録されており、各バージョンの差異を簡単に確認できる。

### 一覧
| No. | タイトル                 | 発売日                                     | 対応機種                                             | 開発元                           | 発売元                           | メディア                              | 型式             | 備考                           | 出典                               |
| --- | ------------------------ | ------------------------------------------ | ---------------------------------------------------- | -------------------------------- | -------------------------------- | ------------------------------------- | ---------------- | ------------------------------ | ---------------------------------- |
| 1   | Spelunker                | 1984年                                     | コモドール64                                         | マイクロ・グラフィック・イメージ | ブローダーバンド                 | フロッピーディスク                    | -                |                                |                                    |
| 2   | スペランカー             | 1985年12月7日 1987年9月                    | ファミリーコンピュータ                               | タムテックス トーセ              | アイレム ブローダーバンド        | 320キロビットロムカセット             | IF-03 NES-SU-USA | 売り上げ本数： 約42万本        | [ 3 ]                              |
| 3   | スペランカー             | 1986年2月                                  | アーケード                                           | アイレム                         | アイレム                         | 業務用基板                            | -                | アイレムM62システム使用        |                                    |
| 4   | スペランカー             | 1986年6月10日                              | MSX                                                  | アイレム                         | アイレム カシオ計算機（OEM販売） | 256キロビットロムカセット             | IM-01            |                                |                                    |
| 5   | スペランカー             | 2007年8月28日 2008年3月17日 2008年9月5日   | Wii                                                  | アイレム                         | アイレム                         | ダウンロード （バーチャルコンソール） | -                | ファミリーコンピュータ版の移植 | [ 6 ] [ 7 ] [ 7 ]                  |
| 6   | スペランカー             | 2009年7月6日                               | iアプリ                                              | アイレム                         | イマジニア                       | ダウンロード                          | -                | ファミリーコンピュータ版の移植 | [ 8 ]                              |
| 7   | スペランカー             | 2009年8月3日                               | Yahoo!ケータイ （S!アプリ）                          | アイレム                         | イマジニア                       | ダウンロード                          | -                | ファミリーコンピュータ版の移植 | [ 8 ]                              |
| 8   | スペランカー             | 2009年4月28日                              | Windows                                              | タムテックス トーセ              | アイレム                         | ダウンロード （プロジェクトEGG）      | -                | MSX版の移植                    | [ 9 ] [ 10 ]                       |
| 9   | スペランカー             | 2012年12月19日 2013年6月27日 2013年7月18日 | ニンテンドー3DS                                      | タムテックス トーセ              | アイレム                         | ダウンロード                          | -                | ファミリーコンピュータ版の移植 | [ 11 ] [ 12 ] [ 13 ] [ 14 ] [ 14 ] |
| 10  | スペランカーコレクション | 2013年4月27日 2013年6月27日                | PlayStation 3 PlayStation Vita (PlayStation Network) | M2                               | Tozai Games                      | ダウンロード                          | -                |                                |                                    |
| 11  | スペランカー             | 2013年4月27日 2013年6月6日                 | Wii U                                                | タムテックス トーセ              | Tozai Games                      | ダウンロード （バーチャルコンソール） | -                |                                | [ 15 ] [ 16 ]                      |

### Atari 8ビット・コンピュータ版
1983年にマイクロ・グラフィック・イメージ社としてのゲーム第一弾として発売したもの、及び1984年にブローダーバンド社から再発売されたもの。
後者は若干遊びやすくなっており、クレジットが1984年となっている、ブローダーバンド社の名前が入っている、などの細かい違いがある。後述の『スペランカーコレクション』の発売に際してTozai Gamesのスコット津村が原作者のティム・マーティンに尋ねたところ、ティムはブローダーバンド社版の方が好きとのことで、『スペランカーコレクション』に収録の「オリジナル版」ではブローダーバンド社版が移植された。

### コモドール64版
1984年発売。ティム・マーティンが実際に関与した最後の『スペランカー』となっている。
Atari 8ビット版のオープニングテーマであったモデスト・ムソルグスキーの『展覧会の絵』に代わってティム・マーティン作曲のオリジナルのオープニングテーマが採用されており、このテーマ曲はファミコン版以降、四半世紀後のリメイクである『みんなでスペランカー』に至るまで踏襲されている。他はAtari 8bit版の完全移植に近い。この版が日本を除く世界各国で最も普及したスペランカーであり、アメリカのみならずブローダーバンド社が販路を持つ世界各国でも販売された。

### ファミリーコンピュータ版
1985年に日本のゲーム会社アイレムがブローダーバンドよりライセンスを取得し、当時日本でトップハードであったファミリーコンピュータ用ソフトとして移植、販売した。移植を担当したのは、当時アーケード版『ロードランナー』なども担当しており、後にTozai Gamesとして『みんなでスペランカー』を制作するスコット津村。
『スクーン』（1986年）など当時のアイレム発売の他のファミリーコンピュータ用カートリッジと同様、前部に取り付けられた赤い発光ダイオードで電源のオン/オフが確認できる。また少数だが、発光ダイオードの無いカートリッジも存在する。なお、カセットにLEDが搭載されている理由は、製作者が「電源が入っているのにカセットを抜いてしまうことがよくあったので、LEDでそれが分かるようにした」ためである。
コモドール64版をほぼ踏襲しているが、オリジナルとはキャラクターのグラフィックや色が異なっている（肥満体であったスペランカーも痩せ気味に改変されている）、マップの段差などの再調整、ゲーム中に流れるBGMが追加されている、クリアした後に2周目以降がある、などの違いがある。5面構成の各面の区切りは赤い扉で代用されており、これを鍵で開くことで得点の加算と1アップが行われる。日本で大ヒットし、ティム・マーティンはアイレムからのライセンス料によってマイクロ・グラフィック・イメージ社の負債を返済することができた。
自分の身長の高さを落下しただけでミスとなる（身長は16ドットであり、14ドットより大きい落下でミス）シビアな操作性が特徴で、クリア周回を重ねるとクリアに必要なアイテムが見えなくなるなど、2周目から6周目にかけて元々高い難易度がさらに上昇するため、どこまで続けられるかというやり込み要素となった。6周目以降は、6周目と同じ内容となる。そして、256周目は1周目とほぼ同じだがカギが表示されず、257周目は1周目と全く同じになる。
難易度の高さに関しては賛否両論があったが、製作者はチャレンジ精神が旺盛なプレイヤーに対してチャレンジを促す意味合いがあったのと、また「難しさがゲームの特徴の一つにもなるかな」と気を使った結果、あのような難易度になったことを証言している。
後に様々なゲーム機に移植された。
- 2007年8月28日からWiiのバーチャルコンソールで配信されている。アイレムのコンシューマ事業縮小に伴い2012年3月30日で配信終了する予定だったが、その後も配信が継続されることになった。他にアイレムが関わったソフトは同日までに全て配信終了したため、本作が唯一のアイレム製ソフトになった。
- 2012年12月19日から、Tozai Gamesによりニンテンドー3DSのバーチャルコンソールで配信中。携帯ゲーム機に初移植された。
- 2013年のPS3用の『スペランカーコレクション』では“コンソール版”と呼称。
- 2013年4月27日から、Tozai GamesによりWii Uのバーチャルコンソールで配信中。

### アーケード版
1985年にアイレムが開発、発売。「by Tim Martin」の名が冠されてはいるが大幅なアレンジが施された。
残機+バイタリティ制を採用、段差からの転落やガスなどの障害物への接触でもダメージは受けるがすぐ死ぬことはない。バイタリティが充分に残っていれば、身長の20倍以上の高さから落下しても平気であり、難易度はファミリーコンピュータ版より低い。しかし、何もしなくても時間の経過でバイタリティが少しずつ減っていくために、回復アイテムを取りながら進む必要がある。パワーアップアイテムを取りすぎるとスピードアップしすぎてかえって死にやすくなる傾向にある。エネルギーガンによる攻撃は、持続式から単発式に変更されている。
ステージ進行については、前述の内容と同様に洞窟の深層部を目指し、財宝を探し当てることが目的。画面右上には、どこまで潜っているかを示す深度計がメートル単位で表示されている（約7000メートル近くまである）。途中、高得点アイテムのある財宝が安置されている大扉がいくつかあり、それぞれがステージ中間を兼ねている。ステージ中にあるギミックを作動させることで、床が消えたりロープが出現したりする。深層部の大扉を開けると別の洞窟への入り口が開かれ、再び0メートルから開始するループとなる。
2013年、PS3用の『スペランカーコレクション』に続編『スペランカーII 23の鍵』と共に家庭用ゲーム機に初移植された。

### MSX版
1986年にアイレムからリリースされた。ゲーム内容的にはファミコン版と同様であるが、ハードの性能のためスムーズなスクロールができない。
2009年4月28日よりプロジェクトEGGにて販売されている。

### NES版
ファミコン版『スペランカー』が1987年にNES版としてアメリカでも発売された。

## 評価
| 項目 | キャラクタ | 音楽 | 操作性 | 熱中度 | お買得度 | オリジナリティ | 総合  |
| 得点 | 3.19       | 3.43 | 2.23   | 3.10   | 2.82     | 3.35           | 18.12 |

コモドール64版
『ZZAP!64』（イギリスのゲーム雑誌）1985年6月号のレビューでも79点とかなりの高評価を得ており、各レビュアーに絶賛された。旧世代機であるAtari 8-bit用ゲームの移植であり、ファミコン版以降とは違ってゲーム中のBGMも無く、また「主人公が肥満体」「こうもりの鳴き声がうるさい」など細かい指摘が付けられたものの、洞窟の広大さとゲームの中毒性によって「それらを相殺する感触がある」と評され、「何度死んでもジョイスティックを置けない不可解な魅力がある」とまとめられている。
ファミリーコンピュータ版
ゲーム誌『ファミリーコンピュータMagazine』の読者投票による「ゲーム通信簿」での評価は別記の通り18.12点（満30点）となっている。

## 続編
アーケード、ファミリーコンピュータ共に続編がある。どちらもアイレムが開発、販売しているが、ゲームシステムは両者で全く別物である。
また、『みんなでスペランカー』以降の作品は直接的な続編では無いが、ファミコン版『スペランカー』と同一人物によって制作されたものである。
『スペランカーII 23の鍵』
アーケード版スペランカーの続編として1986年に発売された。前作を踏襲したゲームシステムで、地底のプリンセスを目指して最下層まで進むアクションゲームである。水に潜ったり、スケートボードに乗ったりできる。仕掛けも、氷の床と壁などが登場している。
2013年1月17日にリリースされたPS3用ダウンロード専売ソフト『スペランカーコレクション』の中の1つとして家庭用ゲーム機に初移植された。この際、Tozai Gamesの『コレクション』サイトにおいて本作のプランナー兼デザイナーが外園靖美（現在の姓は「乾」。現・ディンプス社主任）と公表された。
『スペランカーII 勇者への挑戦』
ファミリーコンピュータ版スペランカーの続編として1987年9月18日に発売された。RPG要素がある。探検家・エスパー・聖職者の3人のうち誰かを操作し謎を解いていくという内容でヒットポイントや魔法（のようなもの）が存在する。尚、アイレム発売のファミリーコンピュータ用カートリッジとしては前部に取り付けられた赤い発光ダイオードが搭載された最後の作品である。
『みんなでスペランカー』
PS3ダウンロード専用ソフト『みんなでスペランカー』が2009年3月26日から配信開始。制作はTozai Games、発売はアイレム。
キャッチフレーズは「みんなでいこう!愉快な洞窟探検!」である。多人数プレイが可能。グラフィックは近代的なものに変わっているが、ファミコン準拠のクラシックモードも用意されている。スペランカー発売25周年を記念して、ステージ数はオリジナルの25倍である100ステージが用意されており、ファミコン版のプレイヤーが驚くほど巨大な敵キャラや罠など新しい要素が追加されている。特にクラシックモードは音楽、グラフィックなどファミコン版の雰囲気そのままで楽しむことができ、多人数で協力しながらプレイできるように十分な配慮がされている。
アイレムのコンシューマ事業縮小に伴い、2012年以降はTozai Games自らが発売を担当することとなり、そのためにプロデューサーの坂野拓也を代表取締役として日本法人である株式会社Tozai Gamesが設立された。
『みんなでスペランカー ブラック』
PS3ダウンロード専用ソフト『みんなでスペランカー』の続編として2010年1月から配信開始。スペランカーの周囲が真っ暗になるなど、よりシビアな難易度を楽しめる仕様になっている。
『スペランカーコレクション』
日本で2013年1月17日にリリースされたPS3用ダウンロード専用ソフト。制作はM2、発売はTozai Games。日本初公開となる初代Atari版『スペランカー』の他、ファミコン版『スペランカー』、アーケード版『スペランカー』、『スペランカーII 23の鍵』の移植が収録されている。また、タイムアタックなどのチャレンジモードが搭載されたほか、当時の貴重な資料なども収録されている。
『みんなでスペランカーZ』
日本で2015年3月19日にリリースされたPS4用ダウンロード専用ソフト。制作はTozai Games、発売はスクウェア・エニックス。基本プレイ無料のアイテム課金タイトルとなっているが、課金の対象はコンティニュー費用やランダムでアイテムを獲得できる「ここほれワンワン」であり、ステージをプレーすること自体は（それに伴うスタミナ的な要素という意味で）課金の対象になっていない。
1月31日にはオリジナル版開発者のティム・マーティン、ファミコン版開発者のスコット津村、『みんなでスペランカー』開発者の坂野拓也が一堂に会して発表会が行われた。
5月21日にはPlayStation Vita版もリリースされている。データはPS4版と共通で、PS4版とPS Vita版でのオンライン協力プレイも可能。また、PS Vita版のリリースに伴い、PS4版も6月にオンライン協力プレイにPlayStation Plusが不要になるようアップデートされた。日本以外でもリリースされており、日本でも他地域とのマッチングが可能になる機能を追加するアップデートが2015年9月17日に行われた。
『みんなでワイワイ!スペランカー』
PS4、PlayStation Vita用ダウンロード専用ソフト『みんなでスペランカーZ』をベースに、Nintendo Switch用ソフトとして2017年4月20日発売のソフト。制作は『みんなでスペランカーZ』同様Tozai Games、発売はスクウェア・エニックス。
ソフトの配給はダウンロード版とパッケージ版が用意される。パッケージ版の販売はファミリーコンピュータ用ソフト『スペランカー2 勇者への挑戦』以来で任天堂の据置型ゲームとして限定してもいずれも約30年ぶりとなる。
TVモード、テーブルモード、携帯モードと3つのプレイスタイルに対応しオンライン協力プレイも可能。

## 関連作品

### サウンドトラック
『ファミコン 20TH アニバーサリー オリジナル・サウンド・トラックス VOL.2』
2004年3月24日、サイトロン・デジタルコンテンツより発売されたCD内の一作品として収録されている。

### コミカライズ
『スペランカー先生』
出版社：エンターブレイン、ISBN 978-4-75774-990-0、2009年7月1日発売。
アイレムソフトウェアエンジニアリング株式会社が公式ページで『ふる里4コマ小唄』のひとつとして10年以上連載していたの4コマ漫画。
学校の先生になったものの日常生活でもすぐに死ぬことで好評を博した。
本作以外の作品も収録して、『スペランカー先生 -アイレム発 特撰ふる里4コマ小唄-』のタイトルで単行本化。
『スペランカー アンソロジーコミック』
出版社：ジャイブ、ISBN 978-4-86176-748-7、2010年2月6日発売。
『月刊コミックラッシュ』2009年10月号より2010年3月号までが毎号、異なる作家の連作形式で連載されていた。
追加原稿を収録の上、単行本化。

### ノベライズ
『スペランカー —不死身の勇者と王国の謎—』
出版社：桜ノ杜ぶんこ、著者 : 宮村優、カバー・挿絵 : HACCAN、ISBN 978-4-89199-205-7、2013年10月5日発売。

### フラッシュアニメDVD
上述のアイレムの4コマ漫画『スペランカー先生』を原作としたFLASHムービーアニメ。2011年3月16日発売。
スタッフ
監督：芦名みのる
作画監督：たけはらみのる
音楽：ミッキー三木
作画：小笠原心平、他
制作プロデューサー：服部健太郎
アニメーション制作：スタジオぷYUKAI
制作協力：株式会社メディクリエ
制作プロダクション：合同会社indeprox
発売元：エンターブレイン
キャスト
スペランカー先生：杉田智和
女性教員：植田佳奈
体育教師：黒田崇矢
不良生徒：日野聡
男子生徒、他：市来光弘
女子生徒、他：鹿野優以
ナレーション：若本規夫
主題歌
オープニングテーマ「risk my life」（原曲『スペランカー』BGM）
作詞：ミッキー三木
作曲：ミッキー三木
編曲：飯田孝太郎
歌：光吉猛修
オープニング楽曲協力：株式会社セガ、中山雅弘
エンディングテーマ「恋は探検」（原曲『スペランカー』BGM）
作詞：ミッキー三木
作曲：ミッキー三木
編曲：飯田孝太郎
歌：女先生（CV：植田佳奈）

### 舞台
『舞台「スペランカー」』として上野ストアハウスにて2014年2月19日から2月23日まで公演。公演の模様はDVD化された。
スタッフ
脚本・演出：吉谷光太郎
振付：MAMORU
製作：レトロゲームシアター(クリエイティヴ零)
キャスト（AかBと書かれているのはダブルキャスト）
マーティン：鶴田亮介
イーサン：紅葉美緒
アレクサンダー：風太
クリストファー：小林涼　
リドル：加藤光大(A)、わたなべいつき(B)
マキムラ：輝山立(A)、重友健治（B）
マリア：横山可奈子（A）、中村裕香里（B）
ソフィア：高坂夏乃（A）、綾部りさ（B）
幽霊達 他
橋本顕（A）、高山哲平（A）、林瑞貴（A）、春川真広（A）
佐藤優次（B）、向優貴（B）、井口雅斗（B）、和久井大城（B）
コーラス隊 他
長橋有沙（A）、水野奈月（A）、あおい未央（A）、木村若菜（A）、永井理沙（A）、加藤美結（A）
河野奈々（B）、木内文香（B）、金子静（B）、谷川智美（B）、古世佳南（B）、氏家仁子（B）
ローガン：林修司
アイザック：汐崎アイル
ワイアット：髙木俊
オーウェン：南翔太